# Emile Kuri
Emile Kuri (ur. 11 czerwca 1907 w Cuernavace, zm. 10 października 2000 w Woodland Hills) – amerykański scenograf meksykańskiego pochodzenia. Dwukrotny zdobywca Oscara oraz sześciokrotnie nominowany. Większość swej kariery filmowej związał z Walt Disney Studios.

## Życiorys
Emile Kuri urodził się 11 czerwca 1907 w Cuernavace w Meksyku. Jego rodzice pochodzili z Libanu, ojciec był kupcem. Swoją edukację zakończył w wieku 12 lat. Przeniósł się do Los Angeles, gdzie znalazł pracę w sklepie meblowym w Hollywood. Pewnego dnia podczas przerwy obiadowej jako jedyny został w sklepie, wykonując swoje obowiązki, którymi było odkurzanie mebli. Do sklepu przyszła w tym czasie żona Hala Roacha, której zaczął doradzać przy zakupach. Jego pomysły spodobały się jej tak bardzo, że zatrudniła go do udekorowania jej domu. Następnie Hal Roach zatrudnił go jako scenografa przy filmie Niewidzialne małżeństwo. Tak zaczęła się jego kariera filmowa. Pracował również z Alfredem Hitchcockiem na planie Urzeczonej (1945), Sznura (1948) i Kłopotów z Harrym (1955), z George’em Stevensem przy Jeźdźcu znikąd (1953) i Miejscu pod słońcem (1951), a także z Frankiem Caprą przy filmie To wspaniałe życie (1946).
Po tym jak w 1952 został zatrudniony przez Walta Disneya jako scenograf, zaprojektował kwaterę główną łodzi podwodnej Kapitana Nemo w filmie 20 000 mil podmorskiej żeglugi (1954). Pracował również przy projekcie pierwszego parku rozrywki Disneyland, mając tym samym wpływ na atrakcje Disneyland Resort w Anaheim oraz Walt Disney World Resort w Orlando. Nadzorował również przygotowania wystawy Disneya na wystawie światowej w Nowym Jorku w 1963. Odszedł od Disneya w 1974.
Został ośmiokrotnie nominowany do Oscara. Zdobył nagrodę Emmy za pracę przy serialu telewizyjnym Disneyland. Został uhonorowany przez Los Angeles Furniture Mart Złotym krzesłem za innowacyjne wybielanie hiszpańskich antyków w Rodzice, miejcie się na baczności.
Zmarł 10 października 2000 w szpitalu Motion Picture Country Home w Woodland Hills. Jego Żona Carrie, zmarła w tym samym roku. Mieli dwóch synów, Fredericka i Johna, córkę Elizabeth.

## Filmografia
- 1937 Niewidzialne małżeństwo (niewymieniony w czołówce)
- 1938 The Black Doll
- 1940 Cherokee Strip
- 1941 Secret of the Wastelands

Outlaws of the Desert
Twilight on the Trail
Stick to Your Guns
Riders of the Timberline
Wide Open Town
Border Vigilantes (niewymieniony w czołówce)
The Roundup
Doomed Caravan
- 1942 Lost Canyon

American Empire
Enemy Agents Meet Ellery Queen
- 1943 Złote serce

Crime Doctor's Strangest Case
Riders of the Deadline
False Colors
Bar 20
The Kansan
Colt Comrades
Leather Burners
Buckskin Frontier
Border Patrol
Hoppy Serves a Writ
- 1944 Music in Manhattan

Summer Storm
Forty Thieves
Mystery Man
Zdarzyło się to jutro
Lumberjack
Texas Masquerade
- 1946 To wspaniale życie
- 1947 Akt oskarżenia
- 1948 Sznur

Stan Unii
I Remember Mama
- 1949 Dear Wife

Dziedziczka
Top o’ the Morning
- 1950 Mroczne miasto

Fancy Pants
My Friend Irma Goes West
Riding High
- 1951 Opowieści o detektywie

Przybywa narzeczony
Miejsce pod słońcem
- 1952 Siostra Carrie

Jumping Jacks
Mój syn John
Something to Live For
- 1953 Aktorka

Wojna światów
Dangerous When Wet
Jeździec znikąd
Small Town Girl
- 1954 20 000 mil podmorskiej żeglugi

Living It Up
Rada nadzorcza
The Boy from Oklahoma
- 1955–1970 Disneyland (pracował przy 70 odcinkach)
- 1955 Kłopoty z Harrym

Davy Crockett, król pogranicza
- 1956 Wozy jadą na Zachód

Polowanie na lokomotywę
Davy Crockett and the River Pirates
- 1957–1961 Zorro (pracował przy 82 odcinkach)
- 1957 Żółte psisko

Johnny Tremain
- 1958 Tonka

Znak Zorro
The Light in the Forest
- 1959 Darby O’Gill and the Little People

Na psa urok
- 1960 Ten Who Dared

Pollyanna
Cyrk jedzie
- 1961 W krainie zabawek

Rodzice, miejcie się na baczności
Latający profesor
- 1962 Wspaniały Red

Bon Voyage!
Moon Pilot
- 1963 200 mil do domu

Summer Magic
Savage Sam
Flubber – Mikstura profesora
- 1964 Mary Poppins

A Tiger Walks
The Misadventures of Merlin Jones
- 1965 Koci detektyw

The Monkey's Uncle
Those Calloways
- 1966 Za mną chłopcy!

Robin Crusoe na rajskiej wyspie
The Ugly Dachshund
- 1967 The Happiest Millionaire

The Gnome-Mobile
The Adventures of Bullwhip Griffin
Monkeys, Go Home!
- 1968 Kochany chrabąszcz

The Horse in the Gray Flannel Suit
Never a Dull Moment
The One and Only, Genuine, Original Family Band
The Young Loner
Duch Blackbearda
- 1969 Komputer w tenisówkach

Secrets of the Pirates' Inn
Rascal
Smith!
- 1970 The Wild Country

The Boatniks
Menace on the Mountain
- 1971 Galki od lóżka i kije od miotły

$1.000.000 Duck
Scandalous John
The Barefoot Executive
- 1972 Snowball Express

Now You See Him, Now You Don't
Napoleon i Samanta
The Biscuit Eater

## Nagrody
Dwukrotny zdobywca Oscara oraz sześciokrotnie nominowany.Ośmiokrotnie nominowany do Oscara za najlepszą scenografię, z czego dwukrotnie ją zdobył. Ponadto został laureatem nagrody Emmy.
- 1943 Nominacja do Oscara za Najlepszą scenografię – filmy czarno-białe za film Silver Queen (1942) (nominację za ten film otrzymał również Ralph Berger)
- 1950 Zwycięzca Oscara za Najlepszą scenografię – filmy czarno-białe za film Dziedziczka (1949)
- 1953 Nominacja do Oscara za Najlepszą scenografię – filmy czarno-białe za film Siostra Carrie (1952) (nominację za ten film otrzymali również Roland Anderson, Hal Pereira)
- 1955 Zwycięzca Oscara za Najlepszą scenografię – filmy kolorowe za film 20 000 mil podmorskiej żeglugi (1954)
- 1955 Nominacja do Oscara za Najlepszą scenografię – filmy czarno-białe za film Rada nadzorcza (1954) (nominację za ten film otrzymali również Edward C. Carfagno, Edwin B. Willis, Cedric Gibbons)
- 1962 Nominacja do Oscara za Najlepszą scenografię – filmy czarno-białe za film Latający profesor (1961) (nominację za ten film otrzymali również Carroll Clark, Hal Gausman)
- 1963 Zdobył nagrodę Emmy za pracę przy serialu telewizyjnym Disneyland
- 1965 Nominacja do Oscara za Najlepszą scenografię – filmy kolorowe za film Mary Poppins (1964) (nominację za ten film otrzymali również Carroll Clark, Hal Gausman, William H. Tuntke)
- 1972 Nominacja do Oscara za Najlepszą scenografię za film Gałki od łóżka i kije od miotły (1971) (nominację za ten film otrzymali również Hal Gausman, John B. Mansbridge, Peter Ellenshaw)